# Christus met een staf
Christus met een staf, ook De heilige Jacobus de Mindere genoemd, is een schilderij dat ooit werd toegeschreven aan Rembrandt. Dti wordt echter betwijfeld sinds 1982. Het Metropolitan Museum of Art in New York bezit dit schilderij. Volgens dat museum is het werk van een navolger, mogelijk de laatste leerling van Rembrandt, Arent de Gelder.

## Voorstelling
Het schilderij stelt een man voor met lange haren en een baardje, gekleed in een bruine tabbaard. Met beide handen leunt hij op een staf. Wie de man is is niet precies bekend. Traditioneel wordt hij gezien als Christus. In 1933 werd het schilderij in New York tentoongesteld als The Pelgrim. De staf is in de schilderkunst vaak het attribuut van een pelgrim.
In 1661 maakte Rembrandt een serie portretten van apostelen, waaronder zijn Zelfportret als de apostel Paulus. Volgens sommigen is Jacobus de Mindere dezelfde persoon als de apostel Jakobus. Mogelijk had Rembrandt deze voor ogen toen hij dit schilderij maakte. De verklaring dat het hier gaat om Jacobus de Mindere wordt echter betwijfeld, omdat deze wordt afgebeeld met andere attributen, zoals een boek, een voldershamer of een hoedenmakersboog. Op het schilderij ontbreken deze echter.
Christus wordt echter over het algemeen ook niet afgebeeld met een pelgrimsstaf, die bovendien langer is dan hier afgebeeld. Misschien is het doel geïnspireerd op de vroege reizen van Jezus waarbij hij predikte.

## Toeschrijving en datering
Het schilderij is rechts van het midden gesigneerd en gedateerd: 'Rembrandt f. / 1661'. Het werd als eigenhandig gezien tot 1982, toen de authenticiteit in twijfel werd gebracht. De meeste auteurs wijzen de toeschrijving aan Rembrandt tegenwoordig af. Het Metropolitan Museum of Art spreekt van een navolger. Enkele auteurs zijn echter nog steeds overtuigd van de echtheid van het werk, waaronder leden van het Rembrandt Research Project.

## Herkomst
Het werk werd op 1836 voor het eerst gesignaleerd in de verzameling van Christopher Bethell-Codrington. Op zijn boedelveiling op 12 mei 1843 werd het voor 252 pond verkocht aan kunsthandelaar Christianus Johannes Nieuwenhuys. Op 11 december 1854 werd het voor 13.000 frank geveild aan graaf Raczyński op de veiling van de 'baron de Mecklembourg' in Parijs (als Le Christ). In 1898 was het in het bezit van Edward Aleksander Raczyński in Poznań. Een jaar na zijn dood werd het voor 150.000 dollar verkocht aan kunsthandel Duveen Brothers, die het later dat jaar voor 300.000 dollar doorverkocht aan Jules Bache in New York. Deze liet het na aan het Metropolitan Museum of Art.
Adriaantje Hollaer · Ahasveros en Haman aan het feestmaal van Esther · De anatomische les van Dr. Deijman · De anatomische les van Dr. Nicolaes Tulp · Andromeda aan de rots geketend · Aristoteles bij de buste van Homerus · Artemisia · Badende vrouw · Bathseba met de brief van koning David · De blindmaking van Simson · De brillenverkoper · Buitenlandse admiraal · Christus in de storm op het meer van Galilea · Christus met een staf · Danaë · David en Uria · De doop van de kamerling · Het feestmaal van Belsazar · Flora · Gelijkenis van de rijke dwaas · Historiestuk · Jacob zegent de zonen van Jozef · Jeremia treurend over de verwoesting van Jeruzalem · Het Joodse bruidje · De maaltijd in Emmaüs · Marten Soolmans en Oopjen Coppit · Mozes en de tafelen der wet · De Nachtwacht · Het offer van Abraham (1635) · Pallas Athene · Portret van een man met handschoenen in de hand · Portret van een man · Portret van Amalia van Solms · Portret van Baertje Martens · Portret van Herman Doomer · Portret van Jan Six · Portret van Johannes Wtenbogaert · Portret van Maurits Huygens · De samenzwering van de Bataven onder Claudius Civilis · De schilder in zijn atelier · De Staalmeesters · De steniging van de Heilige Stefanus · Terugkeer van de verloren zoon · Titus aan de lezenaar · Titus als monnik · De Vaandeldrager · De verloochening van Petrus · De verloren zoon in een herberg · Het vertrek van de Sunammitische vrouw · De vlucht naar Egypte · De vlucht naar Egypte · Zelfportret op jeugdige leeftijd (ca. 1628) · Zelfportret met twee cirkels · Zelfportret als de apostel Paulus